# Distrito de Umari
El Distrito de Umari es uno de los cuatro que conforman la Provincia de Pachitea, en el Departamento de Huánuco, bajo la administración del Gobierno Regional de Huánuco, Perú. 
Desde el punto de vista jerárquico de la Iglesia católica forma parte de la Diócesis de Huánuco, sufragánea de la Arquidiócesis de Huancayo.

## Historia
El distrito fue creado mediante Ley N.º 2889 del 29 de noviembre de 1918, en el gobierno del Presidente José Pardo y Barreda.

## Geografía
Tiene una superficie de 149,08 km². Su capital es el poblado de Tambillo, una ciudad pintoresca que está 2 500 m s. n. m.
- Lagos:
- Ríos:

## Sociedad

### Población
12 915 habitantes (? hombres, ? mujeres)

## Autoridades

### Municipales
- 2011 - 2014[2]
  - Alcalde: Gabriel Gonzales Sales, Movimiento Político Hechos y No Palabras (HyNP).
  - Regidores: Manuel Tineo Simón (HyNP), Lorenzo Espíritu Sandoval (HyNP), Rómulo Grados Julca (HyNP), Nélida Adelaida Polinar Tineo (HyNP), Christian Jair Grados Delgado (Partido Aprista Peruano).[3][4]
- 2007-2010
  - Alcalde: Medardo Durand Beraun. gestión 2015 - 2018
  - Alcalde: Camilo Cueva Medina. gestión 2019 - 2022

### Policiales
- Comisario: PNP.

### Religiosas
- Diócesis de Huánuco[5]
  - Obispo: Mons. Jaime Rodríguez Salazar, MCCJ.
- Parroquia
  - Párroco: Pbro. .

## Festividades
- Fiesta de San Juan.